# The Lamp Is Low

The Lamp Is Low est une chanson populaire des années 1930. La musique a été écrite par Peter DeRose et Bert Shefter, et est inspirée de Pavane pour une infante défunte, un morceau de Maurice Ravel. Les paroles ont été écrites par Mitchell Parish.
Mildred Bailey a réalisé le premier enregistrement notable de The Lamp is Low pour Vocalion Records (catalogue n° 4845) le 24 avril 1939. Les reprises d'autres musiciens suivirent rapidement, dont une de Tommy Dorsey and His Orchestra (voix : Jack Leonard) enregistrée le 1er mai 1939 pour Victor Records (n° 26259 au catalogue). La version Dorsey a connu un grand succès et a aidé la chanson à figurer sur le hit parade en 1939 pendant neuf semaines. La chanson est encore aujourd'hui très appréciée des musiciens de jazz.

## Enregistrement et reprises
- Dorothy Lamour - Bluebird-B-10302-A - enregistré le 26 avril 1939 avec Lou Bring's Orchestra[4].
- Kay Kyser and his Orchestra, (voix : Ginny Simms), enregistré le 30 avril 1939[5].
- Glenn Miller and his Orchestra (voix : Ray Eberle ), enregistré pour Bluebird Records le 25 mai 1939[4].
- Jimmy Dorsey and his Orchestra, enregistré pour Decca Records (catalogue n° 2579A) le 16 juin 1939[6].
- Connee Boswell, enregistré le 26 juin 1939 pour Decca Records (catalogue n° 2597A) avec Harry Sosnik Orchestra[6].
- Doris pour son album Day by Night (1958).
- Steve Lawrence pour son album Swing Softly with Me (1959)[7].
- Robert Goulet dans son album Always You (1962)[8].
- Patti Page pour son album Love After Midnight (1964)
- Ella Fitzgerald pour son album 30 by d'Ella (1968).
- Laurindo Almeida - pour son album Classical Current (1969).
- Carmen Lundy - pour son album Good Morning Kiss (1986)[9].
- Robin McKelle - pour son album Introducing Robin McKelle (2006)[10].
- Kate McGarry - pour son album The Target (2007)[11].

Certaines parties de la version de Laurindo Almeida ont été utilisées par Nujabes pour enregistrer Aruarian Dance dans l'album Samurai Champloo Music Record: Departure (2004), l'un des albums de la bande originale de l'anime Samurai Champloo.